# ساندرا سانچز
ساندرا سانچز خیمه (Sandra Sánchez Jaime؛ متولد ۱۶ سپتامبر ۱۹۸۱) کاراته کا اسپانیایی است. در مسابقات کاراته قهرمانی جهان ۲۰۱۸، در مادرید، اسپانیا وی در مسابقات کاتای انفرادی زنان قهرمان جهان شد. وی همچنین در همین ماده در پنج سال پی در پی (۲۰۱۵–۲۰۱۹) مدال طلای مسابقات قهرمانی کاراته اروپا را از آن خود کرد. وی همچنین در کسب بیشترین مدال در لیگ برتر کاراته ۱ رکورددار گینس است. او از ژانویه ۲۰۱۴ موفق به کسب ۳۵ مدال پی در پی شده‌است.
وی به عنوان نماینده اسپانیا در بازی‌های المپیک تابستانی ۲۰۲۰ در توکیو، ژاپن، مدال طلای کاتا را به دست آورد.

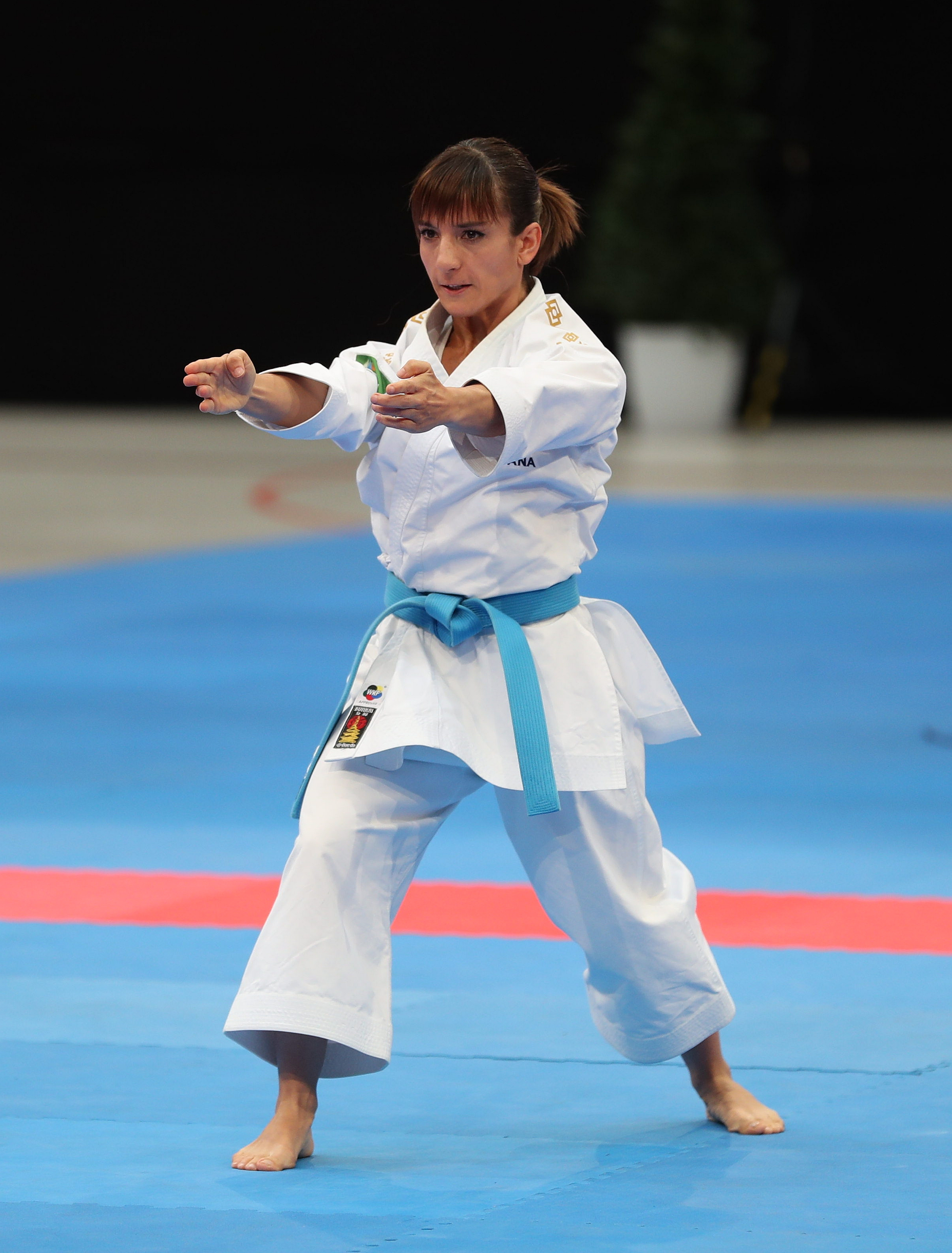
سانچز در سال ۲۰۱۸

## دستاوردها
| سال  | رقابت                   | محل                    | رتبه بندی | رویداد        |
| ---- | ----------------------- | ---------------------- | --------- | ------------- |
| ۲۰۱۵ | مسابقات قهرمانی اروپا   | استانبول، ترکیه        | یکم       | کاتای انفرادی |
| ۲۰۱۵ | بازی‌های اروپایی         | باکو، آذربایجان        | یکم       | کاتای انفرادی |
| ۲۰۱۶ | مسابقات قهرمانی اروپا   | مون پلیه، فرانسه       | یکم       | کاتای انفرادی |
| ۲۰۱۶ | قهرمانی جهان            | لینتس، اتریش           | سوم       | کاتای انفرادی |
| ۲۰۱۷ | مسابقات قهرمانی اروپا   | قوجاایلی، ترکیه        | یکم       | کاتای انفرادی |
| ۲۰۱۷ | بازی‌های جهانی           | وروتسواو، لهستان       | دوم       | کاتای انفرادی |
| ۲۰۱۸ | مسابقات قهرمانی اروپا   | نووی ساد، صربستان      | یکم       | کاتای انفرادی |
| ۲۰۱۸ | قهرمانی جهان            | مادرید، اسپانیا        | یکم       | کاتای انفرادی |
| ۲۰۱۹ | مسابقات قهرمانی اروپا   | گوادالاخارا، اسپانیا   | یکم       | کاتای انفرادی |
| ۲۰۱۹ | بازی‌های اروپایی         | مینسک، بلاروس          | یکم       | کاتای انفرادی |
| ۲۰۱۹ | بازی‌های جهانی ساحلی     | دوحه، قطر              | یکم       | کاتای انفرادی |
| ۲۰۲۱ | مسابقات قهرمانی اروپا   | پرچ، کرواسی            | یکم       | کاتای انفرادی |
| ۲۰۲۱ | بازی‌های المپیک تابستانی | توکیو، ژاپن            | یکم       | کاتای انفرادی |
| ۲۰۲۱ | قهرمانی جهان            | دبی، امارات متحده عربی | یکم       | کاتای انفرادی |